# Haval
Haval — китайский автомобильный бренд, основан в 2013 году, подразделение компании Great Wall Motor по производству кроссоверов и внедорожников.

## История
Компания Great Wall начала производство кроссоверов и внедорожников в 2002 году, первой моделью был Great Wall Safe, являвшийся лицензионной копией Toyota 4Runner 1989 модельного года.
В 2005 году появился кроссовер Great Wall Hover (позже получивший название Haval H3), ставший первым китайским внедорожником, прошедшим сертификацию Европейского Союза. В 2011 году на смену Hover пришёл кроссовер Haval H6, получивший награду «Китайский внедорожник 2012 года». В период с 2003 по 2013 год Great Wall Motor продала порядка миллиона кроссоверов в разных странах. В 2013 году был зарегистрирован бренд Haval — внедорожное подразделение Great Wall Motor.
В 2015 году в рамках стратегии развития модельный ряд был разделён по цветам логотипа на две линии: Haval Red (классические модели) и Haval Blue (спортивные модели). На Шанхайском автосалоне 2015 года бренд Haval представил 17 моделей автомобилей. В 2018 году модель Haval H6 вошла в ТОП-10 самых популярных в мире кроссоверов и внедорожников, заняв 7-ю строчку.
На 2018 год модели Haval продаются в 40 странах мира. Основные рынки сбыта, помимо Китая, ‒ это страны Африки, Южной Америки, Ближнего Востока и Восточной Европы. В будущем планируется выход на рынки США и стран Европы.
Название компании происходит от англоязычной фразы «I Have All», то есть «у меня есть всё», что объясняется тем, что являясь более комфортными и дорогими «родственниками» Great Wall, модели этой марки всегда имеют более богатое оснащение. При этом согласно маркетинговой идее бренда: «Всё» — значит крепкая семья, интересная работа, верные друзья и надёжный автомобиль.
В Китае Haval произносится как «Ха́фу» с ударением на первый слог. В англоязычных странах произносят «Хэв’л». В России же бренд правильно произносить «Хавейл» с ударением на второй слог.
| Год  | Объём продаж |
| ---- | ------------ |
| 2013 | 279 764      |
| 2014 | 429 328      |
| 2015 | 662 475      |
| 2016 | 938 019      |
| 2017 | 849 554      |

## Модельный ряд

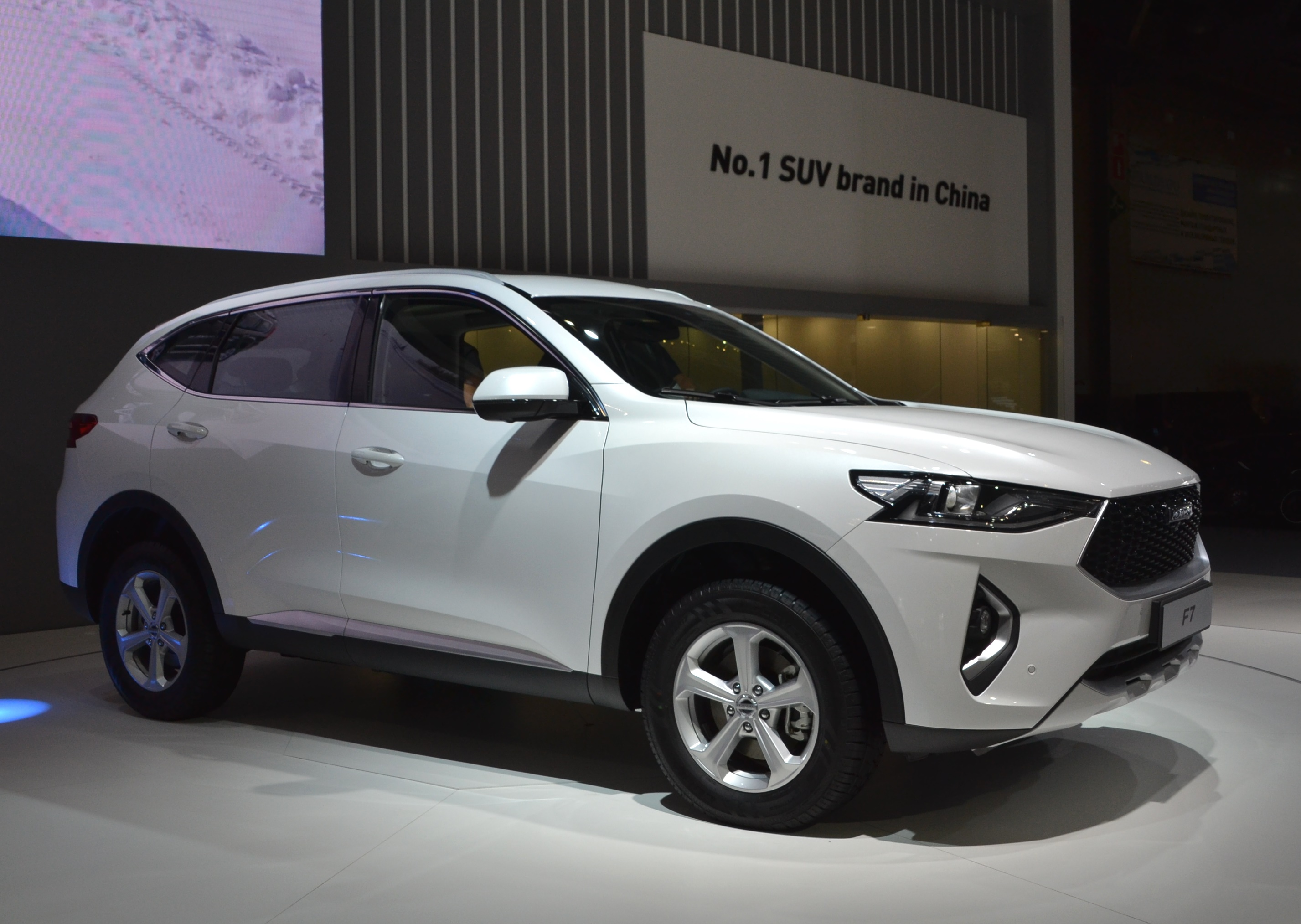
Кроссовер Haval F7 на Московском автосалоне, 2018 год

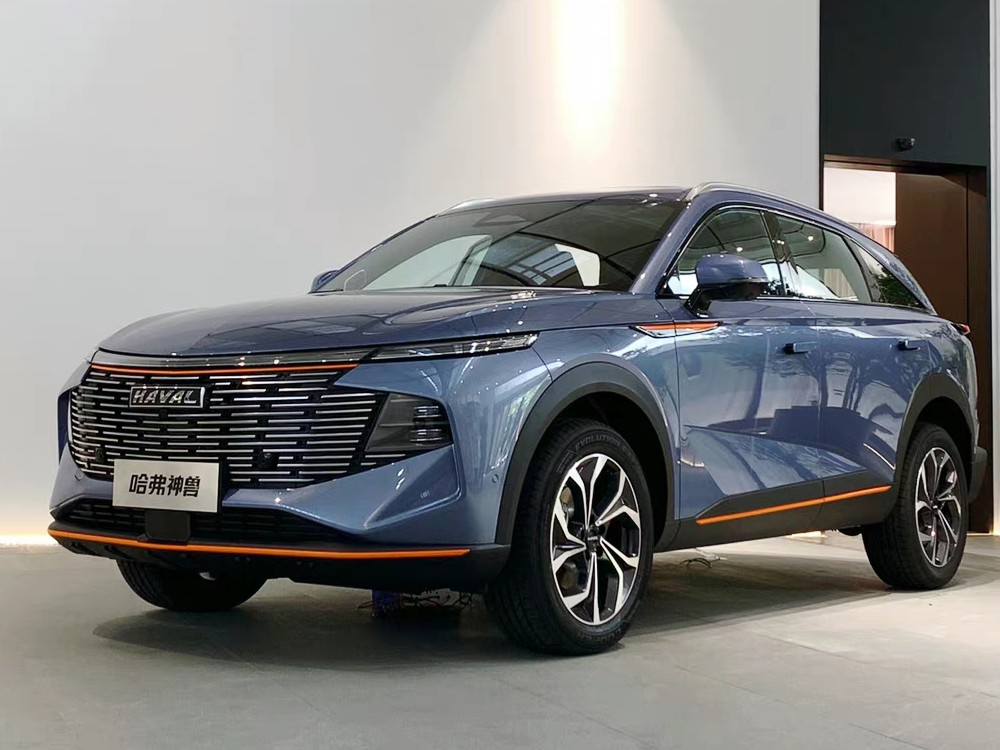
Кроссовер Haval Shenshou

- Haval H1
- Haval H2
- Haval H2s
- Haval H4
- Haval H5
- Haval H6
- Haval H6 Coupe
- Haval H7
- Haval H8
- Haval H9
- Haval M6
- Haval F5
- Haval F7
- Haval F7x
- Haval Jolion
- Haval Chitu
- Haval Dagou
- Haval Shenshou
- Haval Cool Dog
- Haval Xiaolong Max
- Haval Raptor

## Haval в России
В России модель Hover компании Great Wall была представлена с 2005 года. С 2006 года крупноузловая сборка модели велась на предприятии «Автотор», затем в Подмосковье и на заводе «Моторинвест» в Липецкой области. Модель была достаточно популярна на рынке России (2005 год — 112 единиц, 2006 год — 492 единиц, 2007 год — 2 375 единиц).
Россия стала первым зарубежным рынком, где был представлен бренд Haval. Премьера прошла в 2014 году на Московском автосалоне, где были представлены модели Н2, Н6, Н8, Н9, Coupe С.
С 2015 года бренд Great Wall прекратил поставки бюджетных внедорожников Hover на территорию России, заменив брендом Haval. В июне 2015 года состоялось открытие первого дилерского центра Haval в России — «Хавейл Центр Аминьевское» в Москве. Продажи начались в июне 2015 года. Первой моделью бренда, предложенной дилерами, стал внедорожник Haval H9.
В 2016 году реализовано 848 автомобилей. В 2017 году реализовано 1894 автомобиля. В 2018 году реализовано 3213 автомобилей. Бестселлером марки в России в 2015—2018 годах был среднеразмерный кроссовер Haval H6.
После запуска завода в Туле в 2019 году присутствие бренда в России резко увеличилось. Если на 2019 год дилерская сеть бренда в России насчитывала 17 автосалонов, то к 2022 году она выросла более чем в три раза — 107 официальных центров. Продажи пошли вверх: в 2019 году — 12284, автомобиля, в 2020 году 17381 автомобиль, в 2021 году — 39126 автомобилей. При этом бестселлером марки стал кроссовер Haval F7/F7x на который приходилось больше половины продаж.
По итогам 2022 года в России было продано 34128 автомобилей Haval. Самой популярной моделью стал кроссовер Jolion (17447 автомобилей), второе место занял кроссовер Haval F7 (7444 автомобилей), третий результат купе-кроссовер Haval F7x (5305 автомобилей), затем внедорожник Haval H9 (2174 автомобилей) и кроссовер Haval Dargo (1736 автомобилей).
В 2023 году бренд Haval продал в России 111 700 автомобилей, став третьим по объёмам продаж в России. При этом половина продаж пришлась на модель Haval Jolion, который стал самым популярным кроссовером на российском авторынке. Продажи модели увеличились в 3,2 раза по сравнению с 2022 годом, составив 55,55 тысяч автомобилей.
По планам компании в 2024 году на российском рынке появятся ожидается появление семи новых моделей. Первой новинкой в феврале 2024 года стал рестайлинг Haval Jolion. В мае в продажу поступил Haval H3. Летом на рынок вышли вторые поколения моделей H9, H5 и F7. Также ожидается поступление в продажу кроссовера Haval Xiaolong Max под индексом F8 и второе поколение Haval Dargo.
По итогам первого полугодия 2024 года продажи в России выросли в 2,1 раза и составили 81450 автомобилей. Рыночная доля марки составила 11,3 % против 9,6 % годом ранее. Бестселлером в первом полугодии остается компактный кроссовер Jolion (35219 автомобилей), второе место занял кроссовер M6 (17019 автомобилей), третий результат у кроссовера Dargo (10748 автомобилей).
| Год  | Продано, штук |
| ---- | ------------- |
| 2015 | 117           |
| 2016 | 988           |
| 2017 | 1 250         |
| 2018 | 1 958         |
| 2019 | 10 776        |
| 2020 | 16 462        |
| 2021 | 36 394        |
| 2022 | 34 128        |
| 2023 | 111 700       |

### Завод в Тульской области
54°03′05″ с. ш. 38°05′40″ в. д.
С 2015 года велось строительство завода Haval в индустриальном парке «Узловая» в Узловском районе Тульской области. Инвестиции в проект составили около 500 млн долларов. Завод стал первым заводом концерна Great Wall, построенным за пределами Китая. Завод общей площадью 2,16 млн м². включает цех штамповки с прессом Fagor, сварки — 80 роботов ABB, окраски и сборки. В декабре 2018 года на заводе в тестовом режиме был собран первый экземпляр Haval F7, получен российский ОТТС.
В июне 2019 года завод начал работу. На первой фазе площадка сможет выпускать 80 тыс. автомобилей ежегодно при уровне локализации около 30 % (в частности, российские поставщики будут делать стёкла и глушители); во второй фазе мощность достигнет до 150 тыс. автомобилей в год. Намечен выпуск моделей F7, H9 и H6.
В сентябре 2020 года Haval Motor Manufacturing Rus подписал с Минпромторгом РФ специальный инвестиционный контракт. Согласно контракту в течение шести лет производитель должен локализовать в России 80 % производства. Будет локализовано производство двигателей, коробок передач, электронных блоков и систем управления.
В 2022 году завод Haval в Тульской области выпустил 37 тыс. автомобилей
В январе 2023 года завод выпустил 100-тысячный автомобиль.
В 2023 году на заводе запустили тестовое производство Haval M6, однако из-за загруженности завода оно вскоре было прекращено.
В сентябре 2024 года запущено производство модели Haval H3.
В ноябре 2024 компания заявила о планах начать производство на российском заводе гибридных моделей. Вероятно, речь идёт о кроссовере Haval H-Dog, также известного как Haval Dargo второго поколения, появление которого на российском рынке ожидается до конца 2024 года.
В ноябре 2020 года запущено строительство завода двигателей мощностью 80 тыс. двигателей в год. 6 марта 2024 года открыт завод двигателей Haval. На заводе планируется выпуск турбомоторов объёмом 1,5 и два литра по полному циклу. Площадь завода — 10 000 м2. Планируемая мощность завода — более 100 000 двигателей в год.

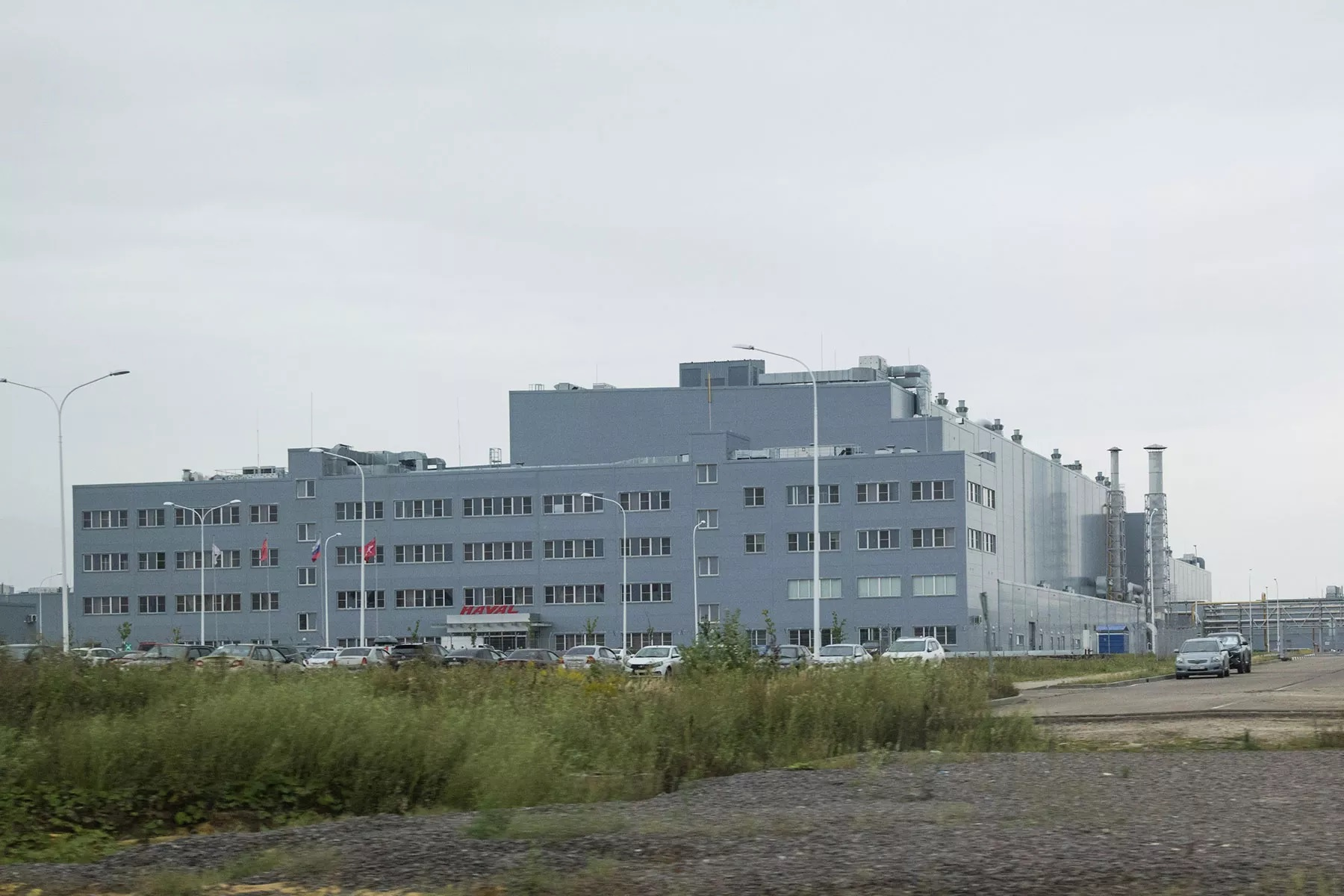
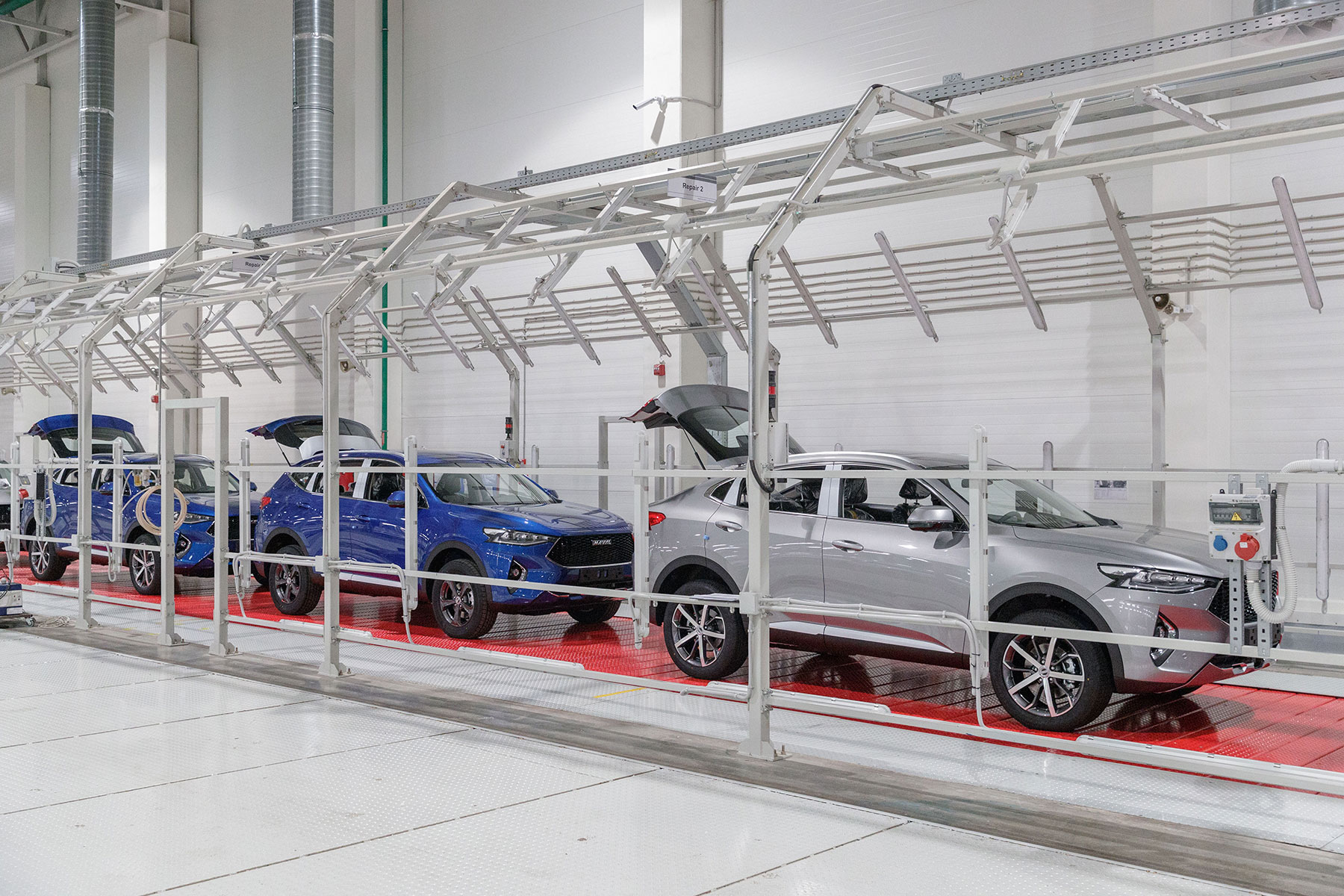
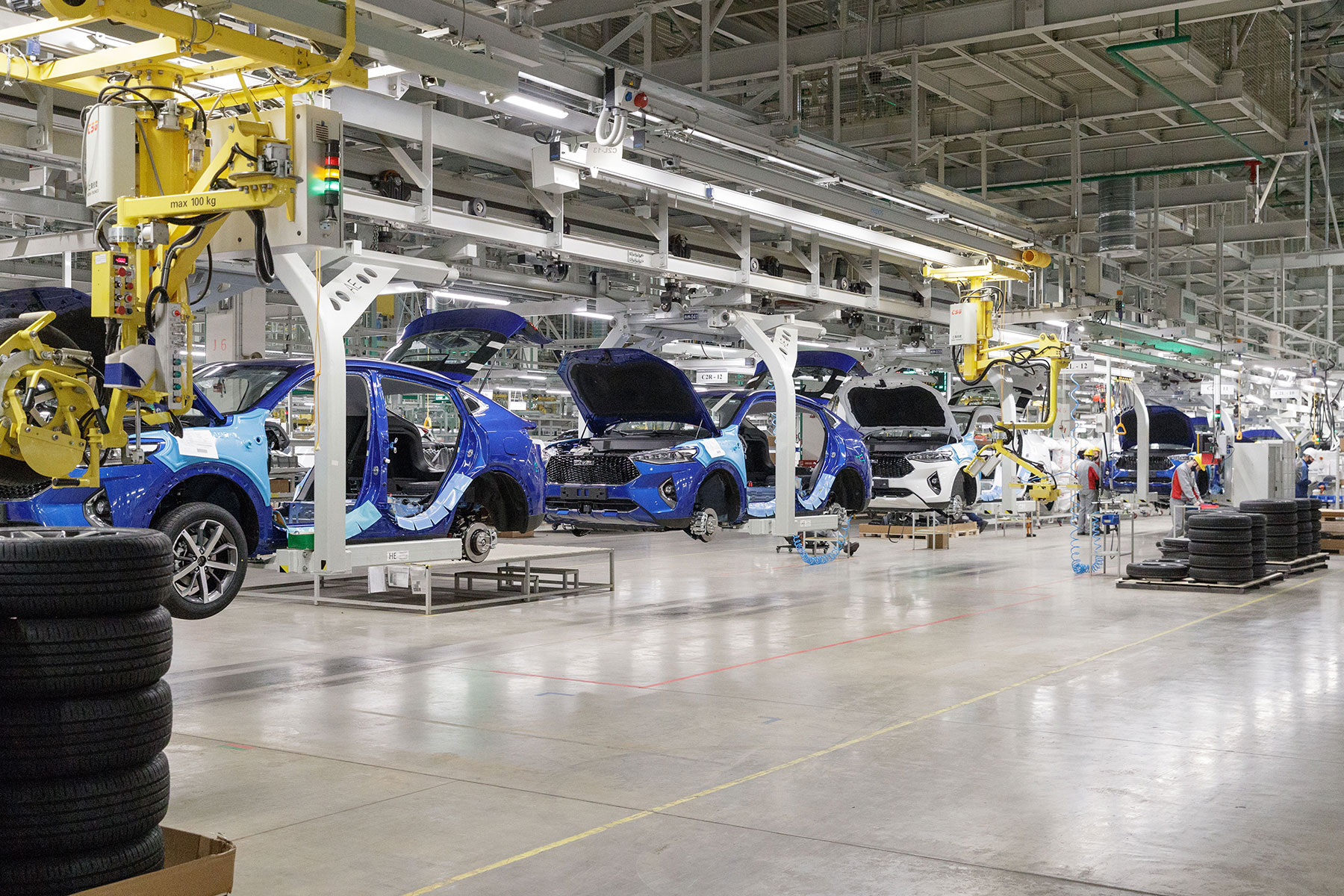
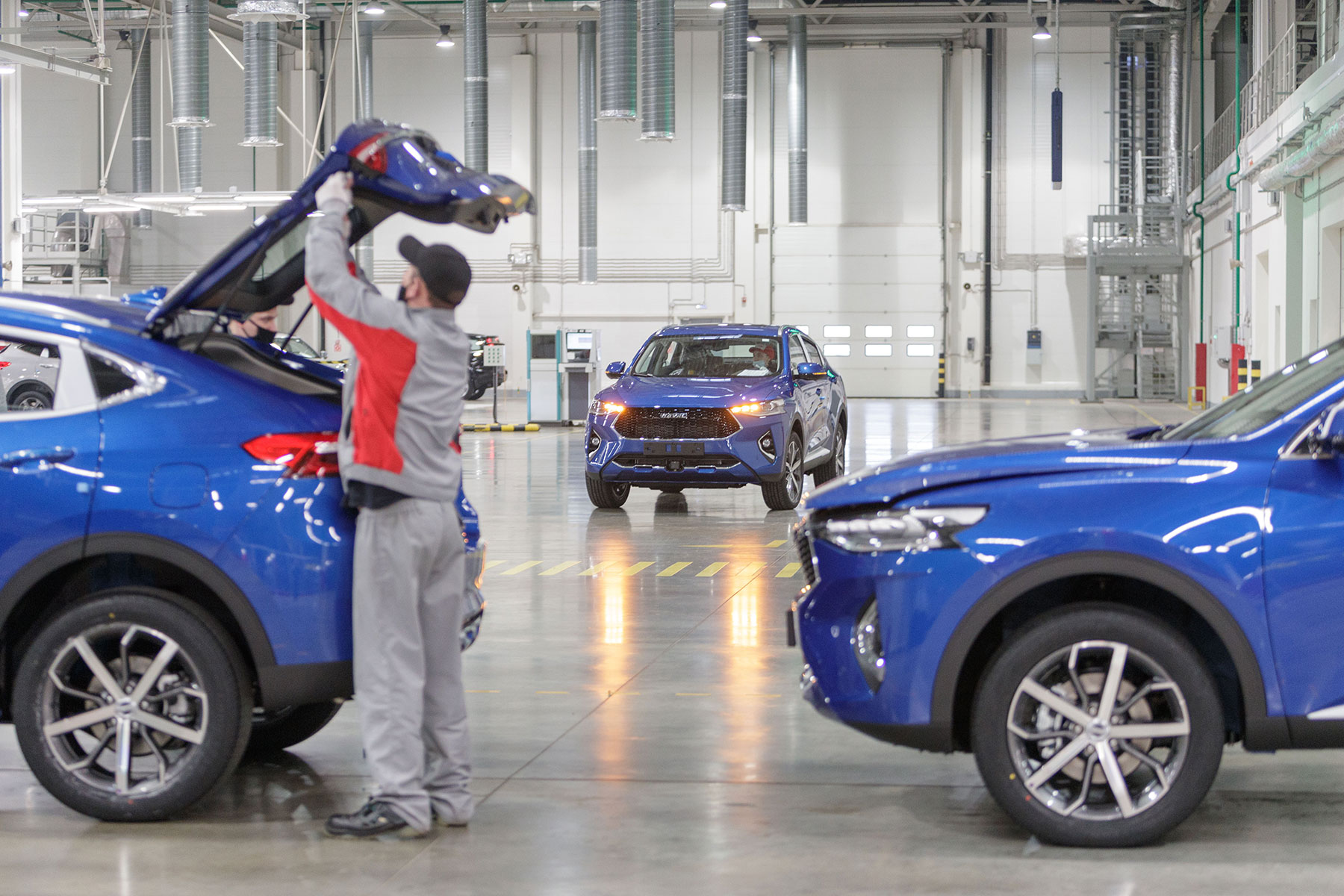
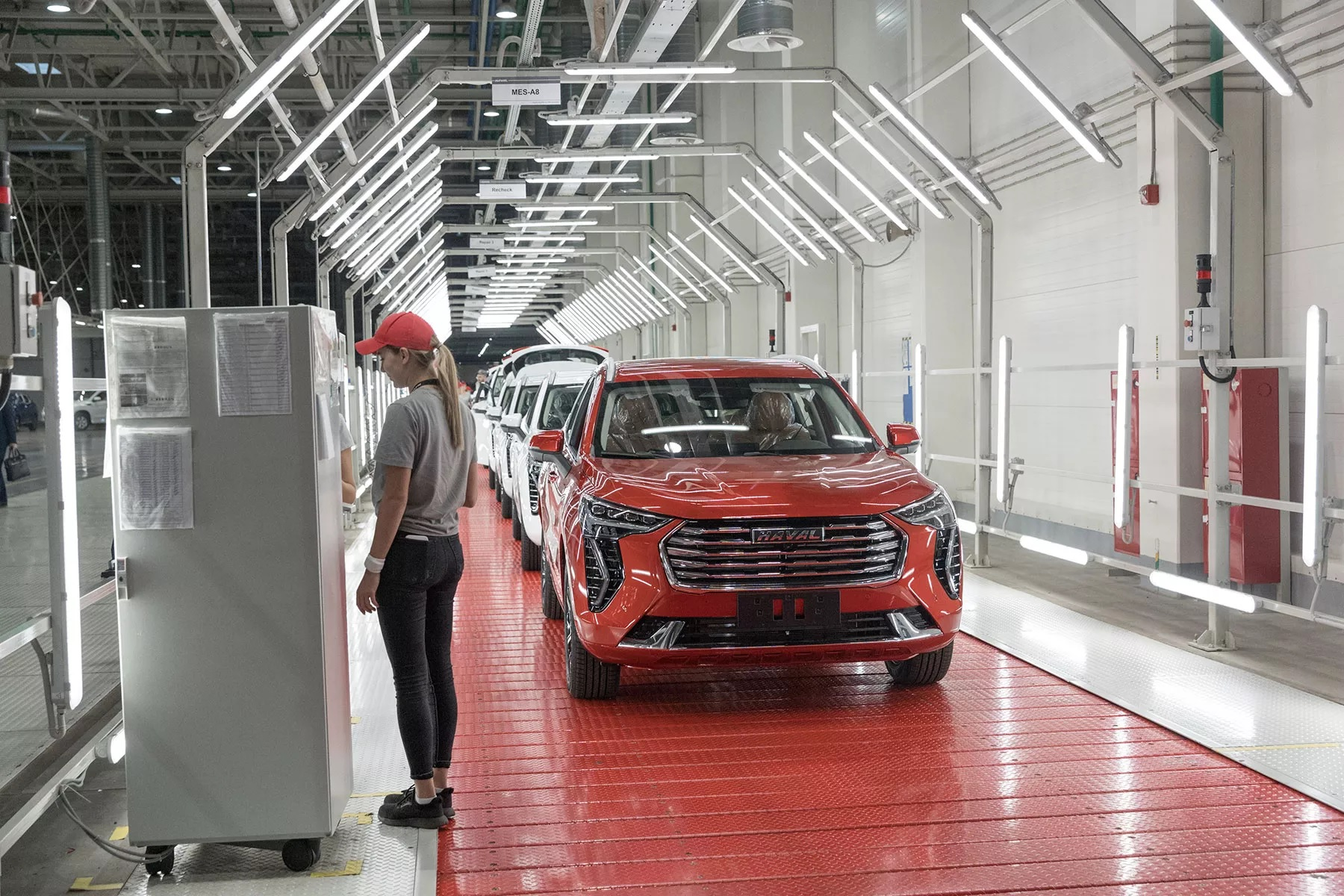

### Модельный ряд Haval в России
Исторические:
- Haval H2 — июнь 2015 — июнь 2020, реализовано около 2000 автомобилей.[12]
- Haval H6 — июнь 2015 — июнь 2020, реализовано около 10000 автомобилей.[12]
- Haval H5 (первое поколение) — весна 2020 — весна 2021, реализовано около 3500 автомобилей[31].
- Haval H9 (первое поколение) — июнь 2015 — август 2024.
- Haval F7 (первое поколения) — июнь 2019 — август 2024.

Актуальные:
На 2024 год на российском рынке представлены восемь моделей бренда (не считая продающихся параллельно с ними двух пикапов Great Wall), разделённых на линейки City и Pro.
В линейку City входят:
- Haval Dargo — продаётся с апреля 2022; собирается на заводе в Узловой. C января 2023 года также продаётся «внедорожная» версия модели Haval Dargo X; такие машины поставляются из Китая.
- Haval F7 — первое поколения с июня 2019 по август 2024; второе поколения продаётся с августа 2024; собирается на заводе в Узловой.
- Haval F7x — продаётся с октября 2019; собирается на заводе в Узловой.
- Haval Jolion — продаётся с мая 2021; собирается на заводе в Узловой.
- Haval M6 — продаётся с июля 2023; в 2023 в тестовом режиме короткое время собирался на заводе Узловой, но большая часть машин поставлялась из Китая. В ноябре 2024 начата сборка автомобиля на бывшем заводе «ПСМА Рус» в Калуге[32][33].

В линейку Pro входят:
- Haval H3 — продаётся с мая 2024; собирается на заводе в Узловой.
- Haval H5 — второе поколение продаётся с августа 2024; поставляется из Китая.
- Haval H9 — второе поколение продаётся с августа 2024; поставляется из Китая.

## Автоспорт

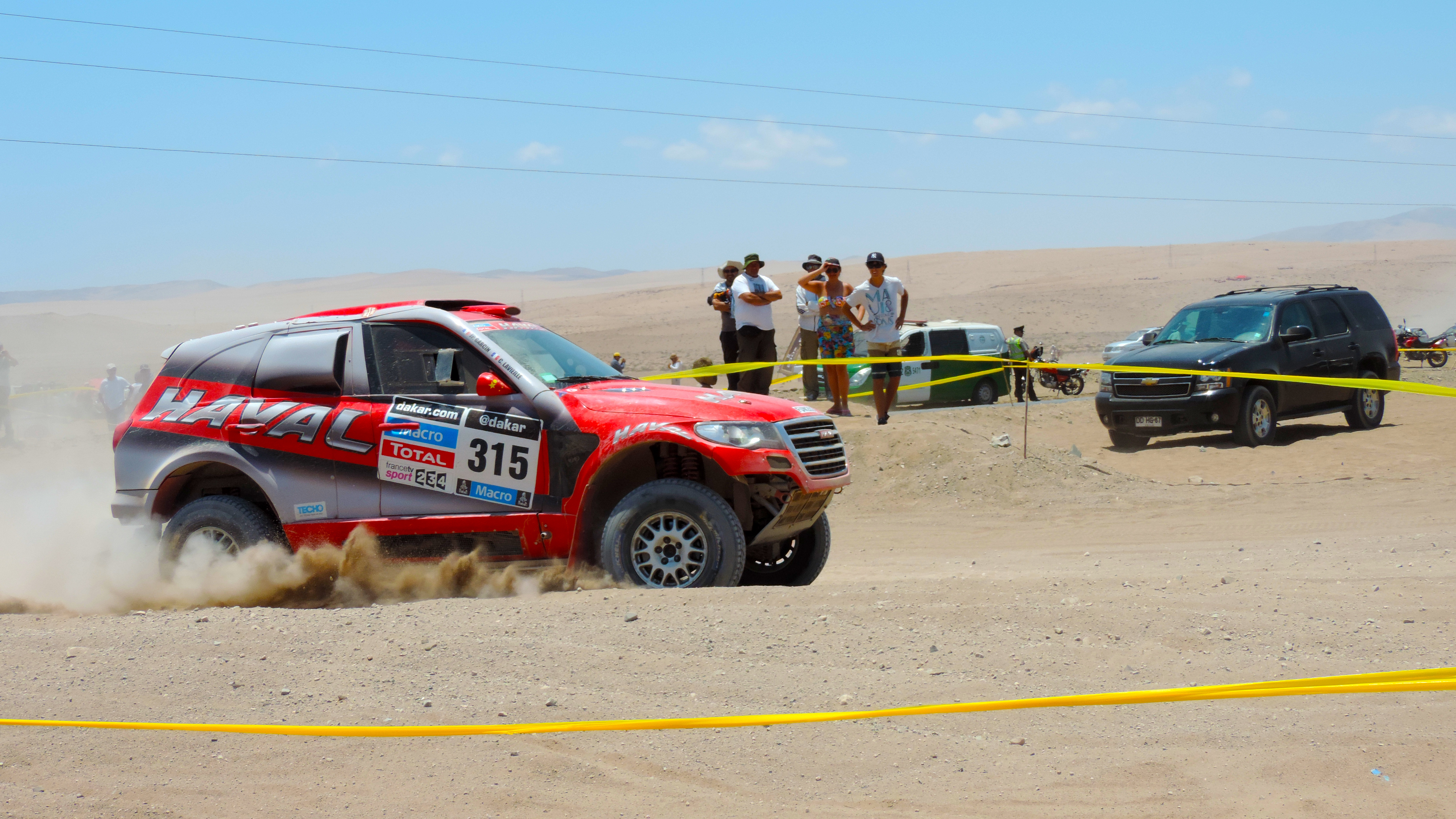
на ралли «Дакар» 2014 года

В 2012—2013 годах в ралли «Дакар» принимал участие спортпрототип Great Wall Haval SUV, в составе единственной китайской команды. Оба раза экипаж финишировал на достаточно высоком шестом итоговом месте в зачёте автомобилей. Спортивная машина имела платформу спортпрототипа BMW X-Raid X3CC с изменённым дизайном панелей. В качестве силового агрегата использовался 3,2-литровый турбодизель мощностью 300 л. с. и 7-ступенчатая секвентальная коробка передач. В 2014 году занял пятое место в зачёте.